# Rosenhayn, New Jersey
Rosenhayn, New Jersey (енгл. Rosenhayn) насељено је место без административног статуса у америчкој савезној држави Њу Џерзи.

## Демографија
По попису из 2010. године број становника је 1.098, што је 1 (-0,1%) становника мање него 2000. године.
| Група             | 2000.       | 2010.       |
| Белци             | 754 (68,6%) | 649 (59,1%) |
| Афроамериканци    | 212 (19,3%) | 198 (18,0%) |
| Азијати           | 2 (0,2%)    | 16 (1,5%)   |
| Хиспаноамериканци | 109 (9,9%)  | 193 (17,6%) |
| Укупно            | 1.099       | 1.098       |